# مورچه‌های کمرباریک
مورچه‌های کمرباریک (نام علمی: Ponerinae) نام یک زیرخانواده از تیره مورچه است.